# Thestor callimachus
Thestor callimachus är en fjärilsart som beskrevs av Eduard Friedrich Eversmann 1848. Thestor callimachus ingår i släktet Thestor och familjen juvelvingar. Inga underarter finns listade i Catalogue of Life.